# Lijst van gemeenten in Harghita

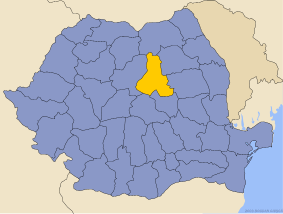
Het district Harghita in Roemenië

Dit is de lijst van gemeenten in Harghita, een district in Roemenië.
1. Atid
2. Avrămești
3. Bilbor
4. Brădești
5. Căpâlnița
6. Cârța
7. Ciceu
8. Ciucsângeorgiu
9. Ciumani
10. Corbu
11. Corund
12. Cozmeni
13. Dănești
14. Dârjiu
15. Dealu
16. Ditrău
17. Feliceni
18. Frumoasa
19. Gălăuțaș
20. Joseni
21. Lăzarea
22. Leliceni
23. Lueta
24. Lunca de Jos
25. Lunca de Sus
26. Lupeni
27. Mădăraș
28. Mărtiniș
29. Merești
30. Mihăileni
31. Mugeni
32. Odorheiu Secuiesc
33. Ocland
34. Păuleni-Ciuc
35. Plăieșii de Jos
36. Porumbeni
37. Praid
38. Racu
39. Remetea
40. Săcel
41. Sâncrăieni
42. Sândominic
43. Sânmartin
44. Sânsimion
45. Sântimbru
46. Sărmaș
47. Satu Mare
48. Secuieni
49. Siculeni
50. Șimonești
51. Subcetate
52. Suseni
53. Tomești
54. Tulgheș
55. Tușnad
56. Ulieș
57. Vărșag
58. Voșlăbeni
59. Zetea

Atid · Avrămești · Bilbor · Brădești · Căpâlnița · Cârța · Ciceu · Ciucsângeorgiu · Ciumani · Corbu · Corund · Cozmeni · Dănești · Dârjiu · Dealu · Ditrău · Feliceni · Frumoasa · Gălăuțaș · Joseni · Lăzarea · Leliceni · Lueta · Lunca de Jos · Lunca de Sus · Lupeni · Mădăraș · Mărtiniș · Merești · Mihăileni · Mugeni · Ocland · Păuleni-Ciuc · Plăieșii de Jos · Porumbeni · Praid · Racu · Remetea · Săcel · Sâncrăieni · Sândominic · Sânmartin · Sânsimion · Sântimbru · Sărmaș · Satu Mare · Secuieni · Siculeni · Șimonești · Subcetate · Suseni · Tomești · Tulgheș · Tușnad · Ulieș · Vărșag · Voșlăbeni · Zetea
Alba · Arad · Argeș · Bacău · Bihor · Bistrița-Năsăud · Botoșani · Brașov · Brăila · Buzău · Caraș-Severin · Călărași · Cluj · Constanța · Covasna · Dâmbovița · Dolj · Galaţi · Giurgiu · Gorj · Harghita · Hunedoara · Ialomița · Iași · Ilfov · Maramureș · Mehedinți · Mureș · Neamț · Olt · Prahova · Satu Mare · Sălaj · Sibiu · Suceava · Teleorman · Timiș · Tulcea · Vaslui · Vâlcea · Vrancea